# جورج نيكولز (سياسي)
جورج نيكولز هو طبيب وسياسي أمريكي، ولد في 17 أبريل 1827 في نورثفيلد في الولايات المتحدة، وتوفي بنفس المكان في 1912. نشط حزبياً في الحزب الجمهوري. وقد انتخب Secretary of State of Vermont ‏.